# Statens utlandslönenämnd
Statens utlandslönenämnd (UtN) var en svensk statlig förvaltningsmyndighet, som sorterade under Finansdepartementet och hade till uppgift att, i den utsträckning som framgår av Arbetsgivarverkets föreskrifter, besluta om anställnings- och arbetsvillkor för sådana arbetstagare hos staten som är stationerade utomlands.
Statens utlandslönenämnd upphörde den 31 december 2009.

## Organisation
Statens utlandslönenämnd leddes av en nämnd,  bestående av fyra ledamöter. Arbetsgivarverket utförde administrativa och handläggande uppgifter åt UtN.
Ordförande i nämnden vid dess upphörande var Göran Ekström, Arbetsgivarverkets generaldirektör.